# Sympathy for the Devil (film)
Sympathy for the Devil (původně One Plus One) je dokumentární film režiséra Jeana-Luc Godarda z roku 1968. Film je výpovědí o specifické kultuře z konce 60. let dvacátého století. Drogy, beatlemánie, boje za lidská práva, za svobodu, za mír. Bouřlivé intelektuálské diskuse, nekompromisní politické proudy a hlavně rock'n'roll. Godard zkomponoval autentické obrazy s uměleckými výjevy a fikce se tak prolíná s realitou. The Rolling Stones jsou zároveň zachyceni při natáčení svého alba Beggars Banquet v čele s hitem Sympathy for the Devil. Film byl v roce 2018 digitálně zremasterován.

## Popis filmu
Film dokumentuje nahrávací sessions skupiny The Rolling Stones při nahrávání alba Beggars Banquet. Ve filmu je také k vidění vývojová fáze skladby Sympathy for the Devil, která se ve filmu od původní akustické verze jako jakési základní „kostry“ skladby postupně mění k rychlejší a rychlejší podobě do finální podoby v rytmu samby. Jako filmová vsuvka jsou ve snímku obsaženy záběry uměleckých výjevů s herci představující protestanty za lidská práva apod.